# Milt Campbell
Milton Gray Campbell, född 9 december 1933 i Plainfield, New Jersey, död 2 november 2012 i Gainesville, Georgia, var en amerikansk friidrottare.
Campbell blev olympisk mästare i tiokamp vid olympiska sommarspelen 1956 i Melbourne.